# Julijana Kristl
Julijana Kristl, slovenska farmacevtka, * 15. marec 1953, Novo mesto.
Na ljubljanski Fakulteti za naravoslovje in tehnologijo je leta 1977 diplomirala na oddelku za farmacijo in prav tam 1988 tudi doktorirala. Zaposlena je na Fakulteti za farmacijo od 1979, od 1999 kot redna profesorica za farmacevtsko tehnologijo in kozmetologijo.
. Sama ali v soavtorstvu je objavila več učbenikov, strokovnih in znanstvenih člankov ter monografij. Njena trenutna bibliografija obsega 610 zapisov.
Za življenjsko delo na področju biokemijske in nanofarmacevtske tehnologije je 2021 prejela Zoisovo nagrado, 2022 pa še naslov zaslužne profesorice Univerze v Ljubljani. 

## Izbrana bibliogtafija
- Oblikovanje zdravil : priročnik (COBISS)
- Priprava in vrednotenje hidrokoloidov hitosana - nosilcev učinkovin (COBISS)